# Kościół (budynek)

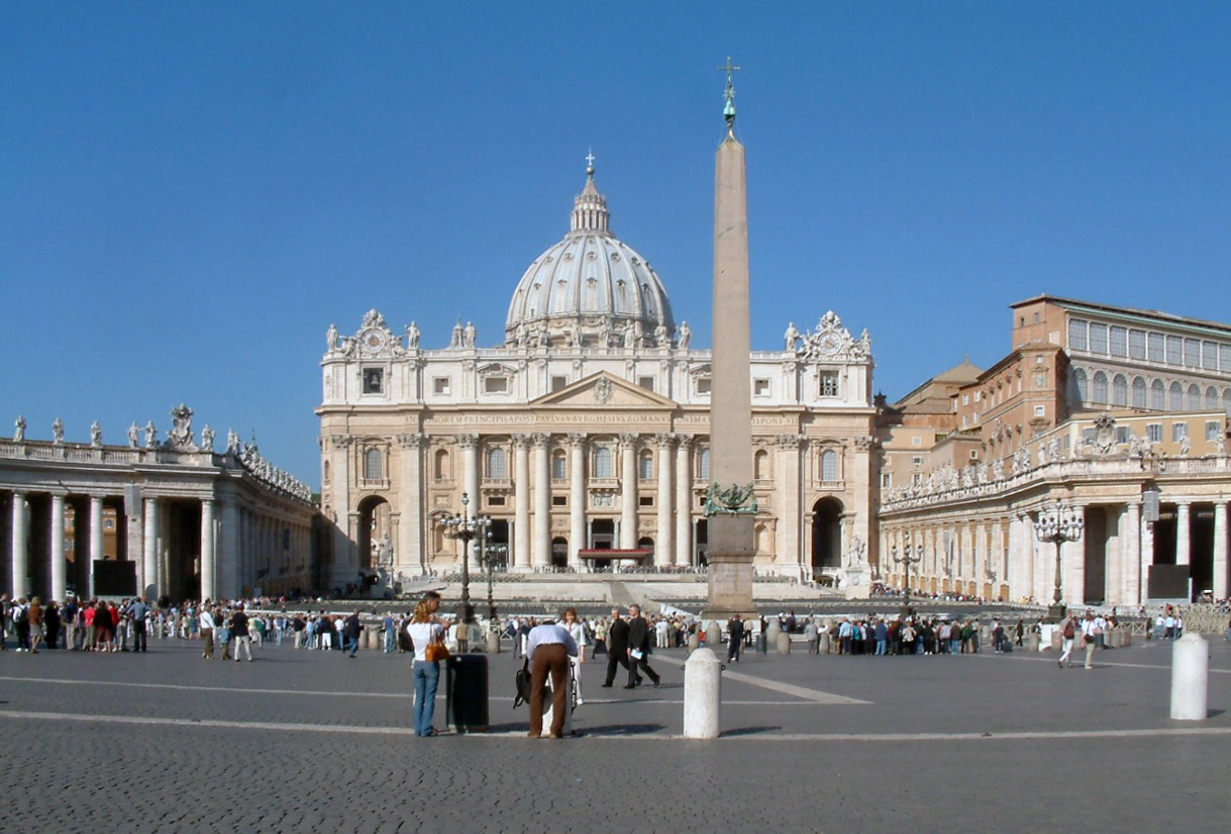
Bazylika św. Piotra na Watykanie

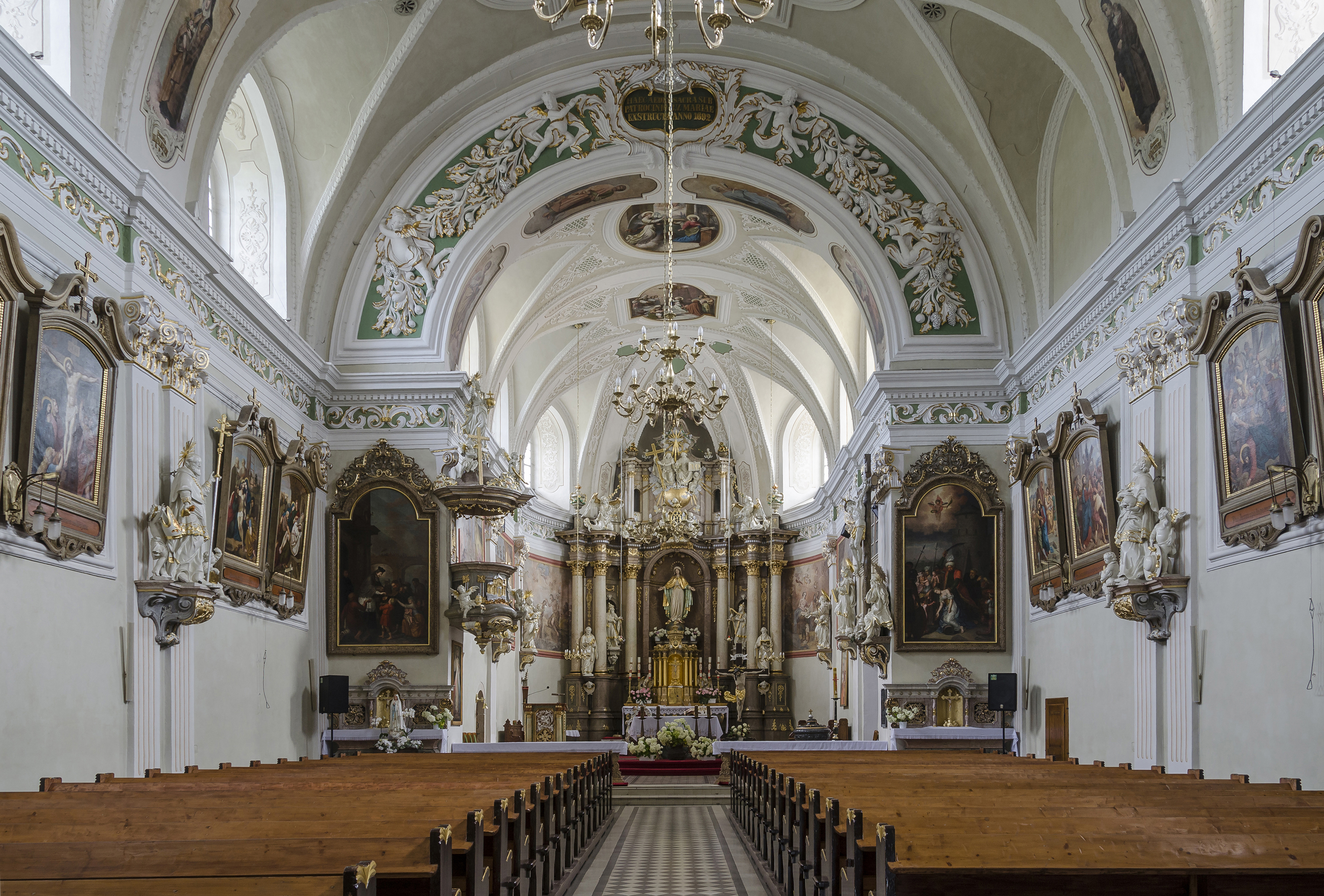
Wnętrze Kościoła Narodzenia Najświętszej Marii Panny w Lądku-Zdroju

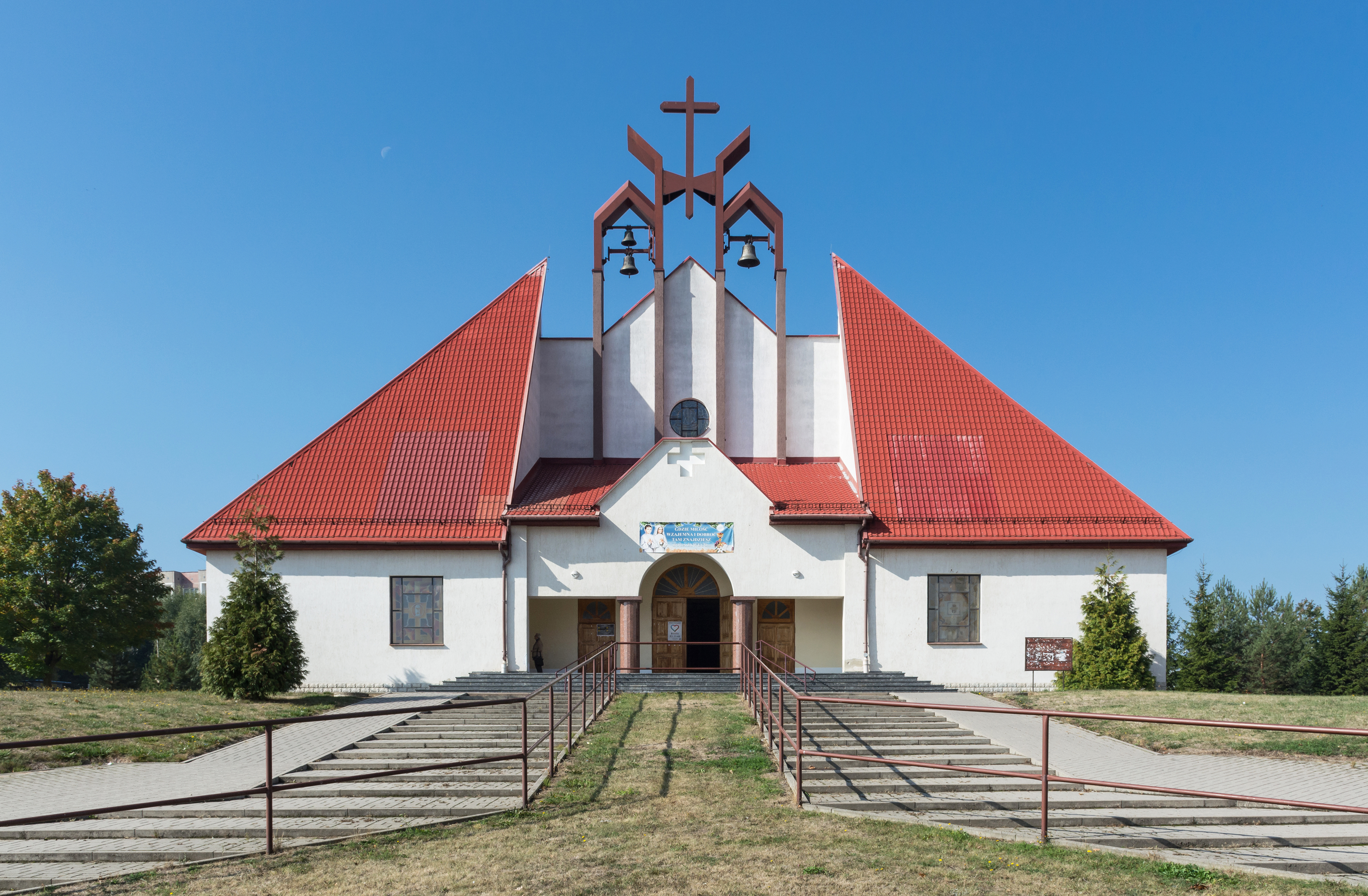
Współczesny kościół w Kłodzku

Kościół – budynek przeznaczony do celów rytualnych, sakralnych w religii chrześcijańskiej: odprawiania nabożeństw, sprawowania sakramentów, odmawiania modlitw itp.
Początki budownictwa kościelnego, jako budynków odrębnych, sięgają IV wieku, wcześniej istniały jedynie kościoły domowe (domus ecclesiae) oraz kaplice w katakumbach.
Pod względem rangi czy pełnionej funkcji wyróżnia się:
w katolicyzmie bazyliki, archikatedry, katedry, kolegiaty, kościoły parafialne, farne, filialne i klasztorne. W polskim Kościele ewangelicko-augsburskim wyróżnia się kościoły parafialne i filialne. Kościoły prawosławne często nazywa się cerkwiami lub molennami (w prawosławiu staroobrzędowym).
Pod względem planu kościoły można podzielić na kościoły na planie centralnym i kościoły na planie podłużnym albo na jedno- i wielonawowe. Kościoły wielonawowe mogą występować w układzie halowym bądź bazylikowym.
Na kościół, jako obiekt budowlany, składają się: kruchta, korpus nawowy, transept, prezbiterium z apsydą, zakrystia i kaplice. Nad kruchtą lub w przedniej górnej części nawy głównej mieści się zwykle chór muzyczny. Często składowymi częściami kościołów są wieże (dzwonnice) oraz sygnaturki. Główne elementy wyposażenia kościoła to: ołtarze, ambona, stalle, chrzcielnica, konfesjonały.
W Kościele katolickim, kościół w akcie konsekracji, dokonywanym przez biskupa, otrzymuje wezwanie, czyli imię patrona świątyni – świętego, Matki Boskiej lub związane z Jezusem Chrystusem, Duchem Świętym czy Trójcą Świętą.

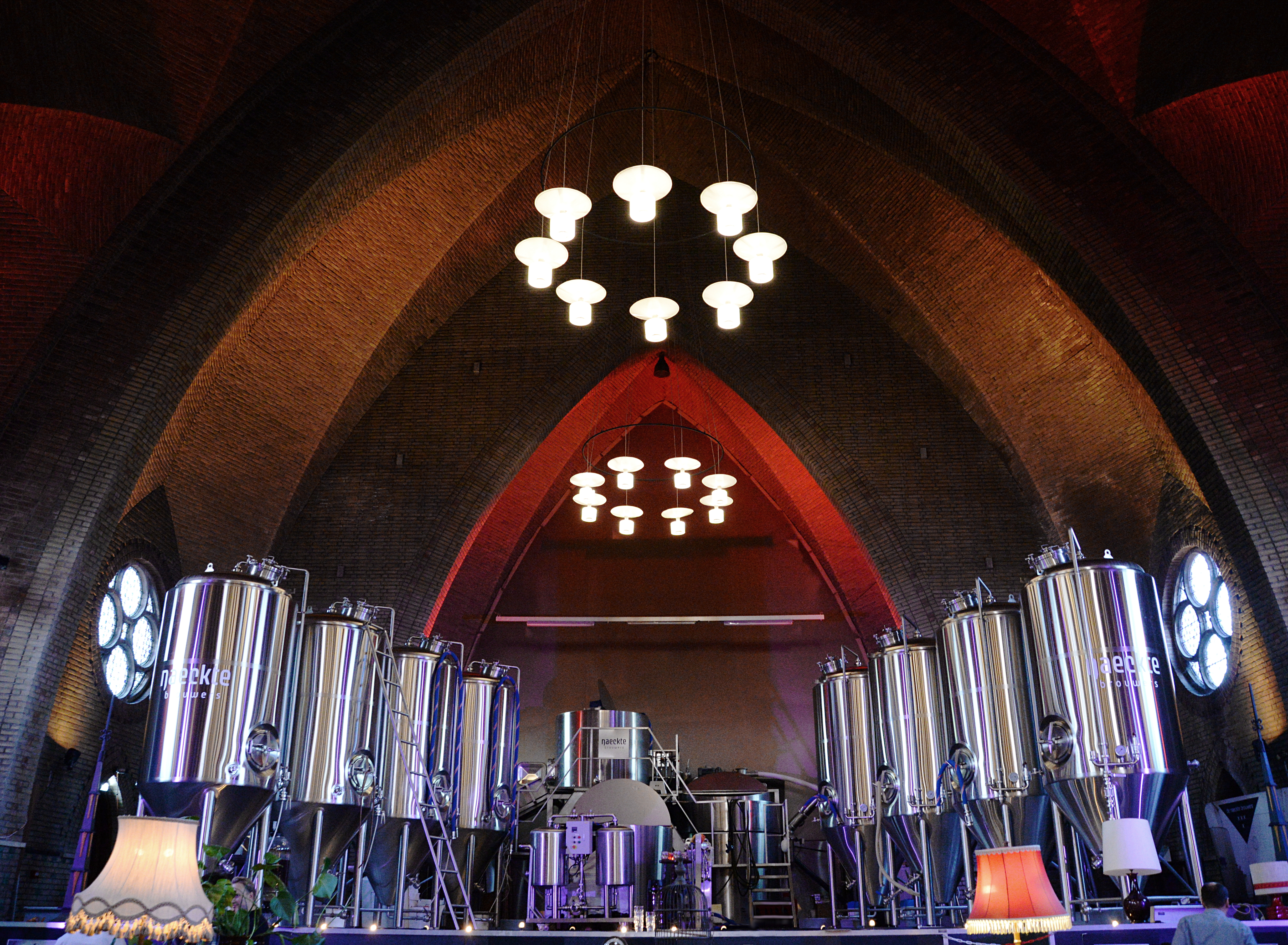
Budynek kościoła św. Anny w Amstelveen (Holandia), w którym obecnie znajduje się browar

W wyniku sekularyzacji społeczeństwa w Europie, a także ze względu na rosnące koszty utrzymania budynków sakralnych, kościoły zaczynają przyjmować nowe funkcje. Obecnie budynki kościelne postrzegane są przez deweloperów jako wysoce atrakcyjne miejsca ze względu na dobrą lokalizację w centrach miast, piękne wnętrza i duże możliwości adaptacyjne. W budynkach kościołów powstają browary, restauracje oraz mieszkania.